# Eric Fornataro
Eric Anthony Fornataro (né le 2 janvier 1988 à Houston, Texas, États-Unis) est un lanceur droitier des Ligues majeures de baseball jouant avec les Cardinals de Saint-Louis.

## Carrière
Eric Fornataro est repêché en 6e ronde par les Cardinals de Saint-Louis en 2008. D'abord lanceur partant dans les ligues mineures, il est peu à peu converti par les Cardinals en lanceur de relève, un rôle où il peut tirer un meilleur avantage de sa balle rapide, qui a déjà atteint une vitesse de 159 km/h.
Fornataro fait ses débuts dans le baseball majeur comme lanceur de relève pour Saint-Louis le 21 avril 2014 contre les Mets de New York. Il joue 8 matchs pour les Cardinals en 2014 et le 2 novembre suivant est réclamé au ballottage par les Nationals de Washington.